# Kohomologie
Kohomologie ist ein mathematisches Konzept, das in vielen Teilbereichen zum Einsatz kommt, ursprünglich in der algebraischen Topologie. Das Wort Kohomologie wird dabei in zwei verschiedenen Bedeutungen verwendet: Einerseits für die Grundkonstruktion der Kohomologie eines beliebigen Kokettenkomplexes, andererseits für die Anwendung dieser Grundkonstruktion auf konkrete Kokettenkomplexe, die man z. B. aus einer Mannigfaltigkeit (De-Rham-Kohomologie), einem topologischen Raum (singuläre Kohomologie), einem Simplizialkomplex (simpliziale Kohomologie) oder einer Gruppe (Gruppenkohomologie) erhält. Ein allgemeines Konstruktionsverfahren für verallgemeinerte Kohomologietheorien benutzt sogenannte Spektren.
Das Konzept wurde in den 1930er Jahren unabhängig von Andrei Kolmogorow und James W. Alexander entwickelt.

## Kohomologie eines Kokettenkomplexes

### Grundkonstruktion
Sei {\displaystyle (C^{\bullet },d^{\bullet })} ein Kokettenkomplex. Das bedeutet:
1. für jedes {\displaystyle k\in \mathbb {Z} } ist eine abelsche Gruppe {\displaystyle C^{k}} gegeben (allgemein: ein Objekt einer abelschen Kategorie)
2. für jedes {\displaystyle k\in \mathbb {Z} } ist ein Gruppenhomomorphismus {\displaystyle d^{k}\colon C^{k}\to C^{k+1}} gegeben (allgemein: ein Morphismus), genannt Differential oder Korandoperator
3. für jedes {\displaystyle k\in \mathbb {Z} } gilt {\displaystyle d^{k}\circ d^{k-1}=0} als Abbildung {\displaystyle C^{k-1}\to C^{k+1}}

Daraus kann man die folgenden Gruppen konstruieren:
- {\displaystyle Z^{k}=\ker(d^{k})}. Elemente von {\displaystyle Z^{k}} heißen {\displaystyle k}-Kozykeln.
- {\displaystyle B^{k}={\text{im}}(d^{k-1})}. Elemente von {\displaystyle B^{k}} heißen {\displaystyle k}-Koränder. Wegen Bedingung 3. ist {\displaystyle B^{k}\subseteq Z^{k}}, jeder Korand ist also ein Kozykel. Zwei Kozykel heißen kohomolog, wenn ihre Differenz ein Korand ist. Kohomolog zu sein, ist eine Äquivalenzrelation.
- {\displaystyle H^{k}(C^{\bullet },d^{\bullet })=Z^{k}/B^{k}}, genannt die {\displaystyle k}-te Kohomologiegruppe von {\displaystyle (C^{\bullet },d^{\bullet })}. Ihre Elemente sind Äquivalenzklassen von Kozykeln für die Äquivalenzrelation „kohomolog“. Genau dann gilt {\displaystyle H^{k}(C^{\bullet },d^{\bullet })=0}, wenn {\displaystyle (C^{\bullet },d^{\bullet })} an der Stelle {\displaystyle k} exakt ist. Die Kohomologiegruppe ist also ein Maß für Nichtexaktheit.

An dieser Stelle sind Kohomologie und Homologie noch nahezu synonym: Für einen Kokettenkomplex {\displaystyle (C^{\bullet },d^{\bullet })} ist {\displaystyle ({\tilde {C}}_{\bullet },{\tilde {d}}_{\bullet })} mit {\displaystyle {\tilde {C}}_{k}=C^{-k}}, {\displaystyle {\tilde {d}}_{k}=d^{-k}} ein Kettenkomplex, und {\displaystyle H^{k}(C^{\bullet },d^{\bullet })=H_{-k}({\tilde {C}}_{\bullet },{\tilde {d}}_{\bullet })}.
Sind {\displaystyle (C_{1}^{\bullet },d_{1}^{\bullet })} und {\displaystyle (C_{2}^{\bullet },d_{2}^{\bullet })} zwei Kokettenkomplexe und {\displaystyle f^{\bullet }:C_{1}^{\bullet }\to C_{2}^{\bullet }} eine Kettenabbildung, d. h. gilt {\displaystyle f^{k+1}\circ d_{1}^{k}=d_{2}^{k}\circ f^{k}} für alle {\displaystyle k}, erhält man funktorielle Homomorphismen {\displaystyle f_{*}^{k}:H^{k}(C_{1}^{\bullet },d_{1}^{\bullet })\to H^{k}(C_{2}^{\bullet },d_{2}^{\bullet })}. Sind zwei Kettenabbildungen {\displaystyle f^{\bullet },g^{\bullet }:C_{1}^{\bullet }\to C_{2}^{\bullet }} homotop, ist {\displaystyle f_{*}=g_{*}}.

### Die lange exakte Sequenz
Sei eine kurze exakte Sequenz von Kokettenkomplexen gegeben:
{\displaystyle 0\to C_{1}^{\bullet }{\stackrel {f^{\bullet }}{\longrightarrow }}C_{2}^{\bullet }{\stackrel {g^{\bullet }}{\longrightarrow }}C_{3}^{\bullet }\to 0}
(die {\displaystyle d_{i}^{\bullet }} seien der Übersichtlichkeit halber weggelassen). Das bedeutet: {\displaystyle f^{\bullet }} und {\displaystyle g^{\bullet }} sind Kettenabbildungen, und für jedes {\displaystyle k} ist
{\displaystyle 0\to C_{1}^{k}{\stackrel {f^{k}}{\longrightarrow }}C_{2}^{k}{\stackrel {g^{k}}{\longrightarrow }}C_{3}^{k}\to 0}
exakt. Dann gibt es so genannte Verbindungshomomorphismen {\displaystyle \delta ^{k}:H^{k}(C_{3}^{\bullet })\to H^{k+1}(C_{1}^{\bullet })}, so dass die Sequenz
{\displaystyle \dots {\stackrel {\delta ^{k-1}}{\longrightarrow }}H^{k}(C_{1}^{\bullet }){\stackrel {f_{*}^{k}}{\longrightarrow }}H^{k}(C_{2}^{\bullet }){\stackrel {g_{*}^{k}}{\longrightarrow }}H^{k}(C_{3}^{\bullet }){\stackrel {\delta ^{k}}{\longrightarrow }}H^{k+1}(C_{1}^{\bullet }){\stackrel {f_{*}^{k+1}}{\longrightarrow }}H^{k+1}(C_{2}^{\bullet }){\stackrel {g_{*}^{k+1}}{\longrightarrow }}H^{k+1}(C_{3}^{\bullet }){\stackrel {\delta ^{k+1}}{\longrightarrow }}\dots }
exakt ist.
{\displaystyle \delta ^{k}} kann so konstruiert werden: Sei {\displaystyle a\in Z_{3}^{k}} (Kozykel in {\displaystyle (C_{3}^{\bullet },d_{3}^{\bullet })}). Weil {\displaystyle g^{k}} surjektiv ist, besitzt {\displaystyle a} ein Urbild {\displaystyle b\in C_{2}^{k}}. Es ist {\displaystyle g^{k+1}d_{2}^{k}b=d_{3}^{k}g^{k}b=d_{3}^{k}a=0}, also ist {\displaystyle d_{2}^{k}b=f^{k+1}c} für ein {\displaystyle c\in C_{1}^{k+1}}. Nun ist {\displaystyle f^{k+2}d_{1}^{k+1}c=d_{2}^{k+1}f^{k+1}c=d_{2}^{k+1}d_{2}^{k}b=0}, aber weil {\displaystyle f^{k+2}} injektiv ist, folgt {\displaystyle d_{1}^{k+1}c=0}, also ist {\displaystyle c} ein {\displaystyle (k+1)}-Kozykel, und man kann {\displaystyle \delta ^{k}[a]=[c]} setzen. (Zu einem vollständigen Beweis fehlt noch der Nachweis der Wohldefiniertheit, d. h., dass {\displaystyle c} ein Korand ist, wenn {\displaystyle a} ein Korand ist.) Argumente dieses Typs heißen Diagrammjagd.
Das Schlangenlemma ist ein Spezialfall dieser Konstruktion.

### Abgeleitete Kategorien
In vielen Anwendungen ist kein eindeutig bestimmter Kokettenkomplex vorgegeben, dessen Kohomologie man bilden möchte, sondern man muss oder zumindest kann Wahlen treffen, die sich aber auf das Endergebnis, die Kohomologie, nicht auswirken. Die abgeleitete Kategorie ist eine Modifikation der Kategorie der Kokettenkomplexe, in der diese verschiedenen Wahlen bereits isomorph sind, so dass der letzte Schritt, das Bilden der Kohomologie, nicht mehr nötig ist, um Eindeutigkeit zu erreichen.

## Kohomologietheorien

### Allgemeines
Eine typische Kohomologietheorie hat die Form von Gruppen {\displaystyle H^{k}(X,A)} für {\displaystyle k\geq 0}, wobei {\displaystyle X} ein Raum und {\displaystyle A} im einfachsten Fall eine abelsche Gruppe ist. Weitere häufige Eigenschaften sind:
- {\displaystyle H^{k}(X,A)} ist kontravariant in {\displaystyle X} und kovariant in {\displaystyle A}
- Es gibt eine lange exakte Kohomologiesequenz.
- Es gibt Produkte {\displaystyle H^{p}(X,A)\times H^{q}(X,B)\to H^{p+q}(X,A\otimes B)}, so dass {\displaystyle \textstyle \bigoplus _{k\geq 0}H^{k}(X,A)} zu einem graduierten Ring wird, wenn {\displaystyle A} selbst ein Ring ist.

Zwar hängen viele der Kohomologietheorien miteinander zusammen und liefern in Fällen, in denen mehrere Theorien anwendbar sind, auch häufig ähnliche Resultate, aber es gibt keine allumfassende Definition.
Es folgen noch einige Beispiele.

### De-Rham-Kohomologie
Sei {\displaystyle X} eine glatte Mannigfaltigkeit. Die De-Rham-Kohomologie {\displaystyle H_{\text{dR}}^{\bullet }(X)} von {\displaystyle X} ist die Kohomologie des Komplexes
{\displaystyle 0\to C^{\infty }(X){\stackrel {\text{d}}{\longrightarrow }}\Omega ^{1}(X){\stackrel {\text{d}}{\longrightarrow }}\Omega ^{2}(X){\stackrel {\text{d}}{\longrightarrow }}\dots }
(nach links ergänzt durch Nullen), wobei {\displaystyle \Omega ^{k}(X)} die globalen Differentialformen vom Grad {\displaystyle k} und {\displaystyle {\text{d}}} die Cartan-Ableitung sind.
Ist {\displaystyle f\colon X\to Y} eine glatte Abbildung zwischen glatten Mannigfaltigkeiten, vertauscht das Zurückziehen {\displaystyle f^{*}\colon \Omega ^{k}(Y)\to \Omega ^{k}(X)} von Differentialformen mit der Cartan-Ableitung, also definiert {\displaystyle f^{*}} eine Kettenabbildung, die Homomorphismen {\displaystyle H_{\text{dR}}^{k}(Y)\to H_{\text{dR}}^{k}(X)} induziert.
Das Dachprodukt von Differentialformen induziert eine Produktstruktur auf {\displaystyle H_{\text{dR}}^{*}(X)}.
Vektorbündel mit flachem Zusammenhang sind eine geeignete Koeffizientenkategorie für die De-Rham-Kohomologie.

### Singuläre Kohomologie
Sei {\displaystyle X} ein topologischer Raum und {\displaystyle A} eine abelsche Gruppe. Sei weiter {\displaystyle \Delta ^{k}=\{x\in \mathbb {R} ^{k+1}:x_{0}+\dots +x_{k}=1,\ {\text{alle}}\ x_{i}\geq 0\}} das Standard-{\displaystyle k}-Simplex. Die Seitenflächen eines Simplex sind selbst wieder Simplizes, entsprechend den Einbettungen {\displaystyle \partial _{k}^{i}\colon \Delta ^{k-1}\to \Delta ^{k}}, {\displaystyle x\mapsto (x_{0},\dots ,x_{i-1},0,x_{i},\dots ,x_{k-1})} für {\displaystyle i=0,\dots ,k}. Sei nun {\displaystyle X_{k}} die Menge der stetigen Abbildungen {\displaystyle \Delta ^{k}\to X} in einen topologischen Raum {\displaystyle X}. Durch Verkettung mit {\displaystyle \partial _{k}^{i}} bekommt man Abbildungen {\displaystyle X_{k}\to X_{k-1}}. Im nächsten Schritt sei {\displaystyle C_{k}} die freie abelsche Gruppe auf der Menge {\displaystyle X_{k}}, und {\displaystyle \partial _{k}\colon C_{k}\to C_{k-1}} definiert durch {\displaystyle \textstyle \partial _{k}(\sigma )=\sum _{i=0}^{k}(-1)^{i}(\sigma \circ \partial _{k}^{i})} für {\displaystyle \sigma :\Delta ^{k}\to X}. Es ist {\displaystyle \partial _{k-1}\partial _{k}=0}, also ist {\displaystyle (C_{\bullet },\partial _{\bullet })} ein Kettenkomplex, der singuläre Kettenkomplex von {\displaystyle X}. Setzt man schließlich {\displaystyle C^{k}={\text{Hom}}(C_{k},A)} und {\displaystyle d^{k}\colon C^{k}\to C^{k+1}}, {\displaystyle d^{k}s=s\circ \partial _{k}}, erhält man den singulären Kokettenkomplex von {\displaystyle X}, dessen Kohomologie die singuläre Kohomologie {\displaystyle H^{k}(X,A)} ist.
{\displaystyle A} wird als der Koeffizientenring der Kohomologietheorie bezeichnet.
Als  Integrale Kohomologie wird die Kohomologie mit Koeffizienten {\displaystyle A=\mathbb {Z} } bezeichnet.
Für eine stetige Abbildung {\displaystyle X\to Y} erhält man eine Kettenabbildung {\displaystyle C_{\bullet }(X)\to C_{\bullet }(Y)}, daraus eine Kettenabbildung {\displaystyle C^{\bullet }(Y,A)\to C^{\bullet }(X,A)} und somit einen funktoriellen Homomorphismus {\displaystyle H^{k}(Y,A)\to H^{k}(X,A)}.
Für einen Teilraum {\displaystyle Y\subseteq X} ist {\displaystyle C_{\bullet }(Y)} ein Unterkomplex von {\displaystyle C_{\bullet }(X)}, und mit {\displaystyle C_{\bullet }(X,Y):=C_{\bullet }(X)/C_{\bullet }(Y)} erhält man eine kurze exakte Sequenz von Kettenkomplexen, die durch Anwendung von {\displaystyle {\text{Hom}}(?,A)} eine kurze exakte Sequenz von Kokettenkomplexen ergibt:
{\displaystyle 0\to C^{\bullet }(X,Y,A)\to C^{\bullet }(X,A)\to C^{\bullet }(Y,A)\to 0}
Daraus erhält man nach der allgemeinen Konstruktion eine lange exakte Kohomologiesequenz:
{\displaystyle \dots \to H^{k}(X,Y,A)\to H^{k}(X,A)\to H^{k}(Y,A)\to H^{k+1}(X,Y,A)\to H^{k+1}(X,A)\to H^{k+1}(Y,A)\to \dots }
Für den Vergleich der Kohomologiegruppen {\displaystyle H^{k}(X,A)} und {\displaystyle H^{k}(X,B)} für verschiedene Koeffizientengruppen {\displaystyle A,B} kann man das so genannte universelle Koeffiziententheorem benutzen.
Samuel Eilenberg und Norman Steenrod haben eine Liste von einfachen Eigenschaften angegeben, die eine Kohomologietheorie für topologische Räume besitzen sollte, die Eilenberg-Steenrod-Axiome. Es gibt im Wesentlichen nur eine Kohomologietheorie, die die Axiome erfüllt, und singuläre Kohomologie ist eine solche.

### Gruppenkohomologie
Die Gruppenkohomologie {\displaystyle H^{k}(G,A)} hat zwei Argumente: eine Gruppe {\displaystyle G} und einen {\displaystyle G}-Modul {\displaystyle A}. Im Koeffizientenargument {\displaystyle A} ist die Kohomologie kovariant, und es gibt eine lange exakte Kohomologiesequenz. Im Argument {\displaystyle G} ist die Kohomologie in einem geeigneten Sinn kontravariant, z. B. wenn man als Koeffizienten eine feste abelsche Gruppe mit trivialer Operation wählt. Der Zusammenhang zwischen der Kohomologie einer Gruppe und einer Faktorgruppe bzw. eines Normalteilers wird durch die Hochschild-Serre-Spektralsequenz beschrieben.

## Kohomologiering
Die direkte Summe
{\displaystyle \oplus _{i=0}^{\infty }H^{i}(X;R)}
wird mit dem Cup-Produkt zu einem gradiert kommutativen Ring, dem sogenannten Kohomologiering des Raumes X.

## Nichtabelsche Kohomologie
Nicht in das Schema der oben angegebenen Grundkonstruktion passen verschiedene Konstruktionen, die eine Kohomologie {\displaystyle H^{k}(X,G)} für nichtabelsche Koeffizienten liefern, aber meistens auf {\displaystyle k=0} und {\displaystyle k=1} begrenzt sind, z. B. in der Gruppen- oder Garbenkohomologie. Jean Giraud hat eine Interpretation der nichtabelschen Kohomologie für {\displaystyle k=2} mit Hilfe von Gerben erarbeitet.